# 格尔拜哈佐
格尔拜哈佐，是匈牙利豪伊杜-比豪尔州所辖的一个村。总面积80.20平方公里，总人口2449，人口密度30.5人/平方公里（2011年1月1日）。